# Ashton Lambie
Ashton Lambie (Lincoln, 12 dicembre 1990) è un pistard statunitense, campione del mondo 2021 di inseguimento individuale.

## Carriera
Nel 2019 è medaglia d'oro di inseguimento a squadre ai Giochi panamericani a Lima e campione panamericano di inseguimento di individuale nella rassegna svoltasi a Cochabamba. Nel febbraio 2020 ai Campionati del mondo di Berlino vince la medaglia d'argento nell'inseguimento individuale, perdendo in finale contro Filippo Ganna.
Il 18 agosto 2021 ad Aguascalientes fa segnare il record del mondo della prova sui 4.000 m con il tempo di 3'59"930 (primo ciclista a scendere sotto i 4 minuti). Nell'ottobre seguente ottiene la rivincita facendo suo il titolo iridato di inseguimento individuale ai Campionati del mondo di Roubaix; in finale si impone sull'italiano Jonathan Milan dopo aver superato Filippo Ganna in semifinale.

## Vela
Nell'estate del 2024 partecipa alle regate velistiche dell'America's Cup a bordo dello scafo statunitense American Magic

## Palmarès

### Pista
- 2017

Campionati statunitensi, Inseguimento individuale
Track Asia Cup Thailand, Inseguimento individuale (Bangkok)
Track Asia Cup India, Inseguimento individuale (New Delhi)
- 2018

Campionati statunitensi, Inseguimento individuale
Campionati statunitensi, Inseguimento a squadre (con Adrian Hegyvary, Gavin Hoover e Shane Kline)
Campionati panamericani, Inseguimento individuale
Campionati panamericani, Inseguimento a squadre (con Eric Young, Gavin Hoover e Colby Lange)
4ª prova Coppa del mondo 2018-2019, Inseguimento a squadre (Londra, con Daniel Bigham, John Archibald e Jonathan Wale)
- 2019

Festival of Speed, Inseguimento individuale
Fastest Man on Wheels, Inseguimento a squadre (con John Croom, Gavin Hoover e Colby Lange)
Campionati statunitensi, Inseguimento a squadre (con Shane Kline, Colby Lange e Grant Koontz)
Giochi panamericani, Inseguimento a squadre (con Adrian Hegyvary, John Croom e Gavin Hoover)
Campionati panamericani, Inseguimento individuale
- 2021

1ª prova Coppa delle Nazioni, Inseguimento individuale (Hong Kong)
Campionati del mondo, Inseguimento individuale

## Piazzamenti

### Competizioni mondiali
- Campionati del mondo su pista

Apeldoorn 2018 - Inseguimento a squadre: 13º
Apeldoorn 2018 - Inseguimento individuale: 7º
Pruszków 2019 - Inseguimento a squadre: 11º
Pruszków 2019 - Inseguimento individuale: 5º
Berlino 2020 - Inseguimento individuale: 2º
Roubaix 2021 - Inseguimento individuale: vincitore

### Competizioni continentali
- Campionati panamericani

Aguascalientes 2018 - Inseguimento a squadre: vincitore
Aguascalientes 2018 - Inseguimento individuale: vincitore
Cochabamba 2019 - Inseguimento a squadre: 2º
Cochabamba 2019 - Inseguimento individuale: vincitore
- Giochi panamericani

Lima 2019 - Inseguimento a squadre: vincitore